# Ulica Waleriana Łukasińskiego w Zamościu
Ulica Waleriana Łukasińskiego – jednojezdniowa ulica w Zamościu, jedna z głównych na Starym Mieście. Obiega ona od wschodu główne zabudowania dawnej Twierdzy Zamość stykając się po wschodniej stronie z murami fortecznymi.

## Historia
Ulica ta istnieje od założenia Zamościa. Miała charakter wewnętrznej obwodnicy wzdłuż murów fortecznych.

### Nazwa
Ulica ta znana była pod nazwą "za murami", od XVIII wieku jako ul. Zatyłki, a następnie od 2. poł. XIX wieku jako ul. Brukowana. Obecna nazwa została nadana w 1918 roku ku czci Waleriana Łukasińskiego (podczas niemieckiej okupacji jako ul. Festungstrasse, czyli ul. Forteczna), który był przez pewien okres więziony w bramach Twierdzy Zamość (najdłużej w celi dobudowanej przy starej Bramie Lwowskiej i nadszańcu, położonych przy tej ulicy).

## Obecnie
Ulica W. Łukasińskiego jest jedną z głównych ulic w obrębie Starego Miasta, po jego wschodniej stronie. Odbywa się nią ruch autobusów miejskich i samochodów osobowych. W związku z prowadzoną odbudową murów fortecznych, bastionów i bram planowane jest przerzucenie całego ruchu na ul. Peowiaków.